# Schopfschnäppertyrann
Der Schopfschnäppertyrann (Xenotriccus mexicanus), manchmal auch einfach nur Schopftyrann genannt, ist eine Vogelart aus der Gattung der Schnäppertyrannen (Xenotriccus). Der Bestand wird von der IUCN als potenziell gefährdet (Near Threatened) eingeschätzt. Der Vogel gilt als monotypisch.

## Merkmale
Der Schopfschnäppertyrann erreicht eine Körperlänge von etwa 13,5 bis 14,5 Zentimetern. Der obere Teil des Schnabels ist schwarz, während der untere Teil pinkorange ist. Die Beine sind dunkelgrau. Der Kopf und die Oberseite variiert zwischen braunoliv und grauoliv. Der Augenring sowie der Zügel (Bereich zwischen Schnabel und Auge) sind weißlich. Die Schwingen und der Schwanz sind dunkler. An den Armdecken, Schirmfedern und den Armschwingen hat er zwei jeweils weiße Streifen. Die Kehle ist weiß. Die Brust hat einen ausgewaschenen dunklen Farbton und geht am Bauch in ein ausgewaschenes zitronenfarben über.

## Verbreitungsgebiet
Der Vogel ist in Mexiko bisher in einem Gebiet, das sich über die Bundesstaaten Michoacán über Morelos bis Oaxaca erstreckt, beobachtet worden. Im Sommer kann man ihn im Gebiet um Monte Albán entdecken. Im Winter migriert er in die wärmeren Gefilde des Tales des Río Balsas. Außerdem gab es Beobachtungen im Nationalpark Laguna del Tigre im Departamento Petén in Guatemala.

## Habitat
Diese Art kommt relativ häufig in trockenem Berggestrüpp in Höhen zwischen 900 und 2000 Metern vor. Hier sieht man ihn besonders häufig an Mesquiten. Der Schopfschnäppertyrann bevorzugt dornige Waldgebiete. Seltener kann man ihn in halboffenen übergrasten Agrarflächen beobachten.

## Verhalten
Zuweilen streckt der Vogel seine Schopffedern in die Höhe. Sein kraftvoller Flug ist äußerst geradlinig. Er stöbert gerne in den unteren Zweigen von Gebüschen und bricht Insekten auf, die er im Flug oder aus dem Laub erbeutet. Sein Nest baut er im unteren dornigen Dickicht. Zum Bau de Nestes benutzt er Gras und andere Pflanzenfasern, die er mit Hilfe von Spinnenseide zu einem Kelch zusammenbindet. In sein Nest legt er zwei bis drei Eier. Die Eier sind braungelb mit rotbraunen und grauen Sprenkeln.